# Паррано (сир)
Паррано (нід. Parrano) — сорт голландського напівтвердого сиру. Паррано виготовляється із коров'ячого пастеризованого молока. Сам сир золотистого кольору, він дуже податливий, так що його дуже легко переробляти, розрізати на скибочки та плавити. Паррано має дуже м'який і ніжний солодкуватий смак з присмаком волоського горіха. Його аромат добре доповнює різні види кухні, особливо страви італійської кухні. Стверджується, що його смак нагадує певні італійські сири.
Станом на жовтень 2013 року на ринках Вегманс продається продукт під брендом Paradiso, який має схожий смаковий профіль з сирами Parrano та Prima Donna. Цей сир явно має італійський смаковий профіль, але також імпортується з Нідерландів.